# Hans Magnus Enzensberger
Hans Magnus Enzensberger (ur. 11 listopada 1929 w Kaufbeuren, zm. 24 listopada 2022 w Monachium) – niemiecki poeta, pisarz, tłumacz i redaktor, znany również pod pseudonimami Andreas Thalmayr, Linda Quilt, Elisabeth Ambras oraz Serenus M. Brezengang.

## Życiorys
Hans Magnus Enzensberger wychował się w rodzinie mieszczańskiej w Norymberdze. Jego ojciec był inżynierem i pracował jako dyrektor generalny poczty i telekomunikacji w Norymberdze. Matka Elionore pracowała początkowo jako przedszkolanka.
Hans był najstarszy spośród czworga braci.
Po wojnie zdał maturę w szkole średniej w miejscowości Nördlingen. Zaopatrywał swą rodzinę w żywność jako handlarz pokątny (na czarno), tłumacz oraz barman przy brytyjskiej Royal Air Force. Studiował literaturoznawstwo i filozofię w Erlangen, Fryburgu Bryzgowijskim, Hamburgu oraz na Sorbonie w Paryżu. Był stypendystą fundacji Studienstiftung des deutschen Volkes.
W 1955 debiutował pracą na temat poetyki Clemensa Brentano. Jego biograf Jörg Lau porównywał Enzensbergera z Brentano. W 1999 odznaczony został Pour le Mérite za Naukę i Sztukę

## Utwory
- Verteidigung der Wölfe, 1957
- Brentanos Poetik, 1961
- Allerleirauh. Viele schöne Kinderreime, 1961
- Poesie und Politik. Neun Beiträge, 1962
- Politik und Verbrechen, Essays, 1964
- Deutschland, Deutschland unter anderm. Äußerungen zur Politik, 1967
- Poezje, 1968
- Das Verhör von Habana, 1970
- Der kurze Sommer der Anarchie. Buenaventura Durrutis Leben und Tod, 1972
- Gespräche mit Marx und Engels, 1970
- Palaver. Politische Überlegungen, 1974
- Mausoleum. Siebenunddreißig Balladen aus der Geschichte des Fortschritts, 1975
- Der Untergang der Titanic, 1978
- Politische Brosamen, Essays, 1982
- Proces historyczny, wiersze, 1982
- Das Wasserzeichen der Poesie oder Die Kunst und das Vergnügen, Gedichte zu lesen. In hundertvierundsechzig Spielarten vorgestellt von Andreas Thalmayr, 1985
- Wiersze wybrane ; Jak powstawał pewien wiersz, 1986
- Ach, Europa! Wahrnehmungen aus sieben Ländern, Prosa, 1987
- Zukunftsmusik, 1991
- Die Tochter der Luft, 1992
- Die Große Wanderung, 1992
- Aussichten auf den Bürgerkrieg, 1993
- Zagłada Titanica, wiersze, 1994
- Zickzack, 1997
- Der Zahlenteufel. Ein Kopfkissenbuch für alle, die Angst vor der Mathematik haben, 1997
- Wo warst du, Robert?, 1998
- Zickzack, 2000
- Einzelheiten I. Bewußtseins-Industrie, 1969
- Drawbridge Up: Mathematics – A Cultural Anathema / Zugbrücke außer Betrieb: Die Mathematik im Jenseits der Kultur, 1999
- Leichter als Luft. Moralische Gedichte, 1999
- Utwory wybrane, wiersze, 2001
- Diabeł liczbowy, 2002
- Die Elixiere der Wissenschaft. Seitenblicke in Poesie und Prosa, 2002
- Die Geschichte der Wolken. 99 Meditationen, 2003
- Nomaden im Regal. Essays, 2003
- Lyrik nervt! Erste Hilfe für gestresste Leser, 2004 (pod pseudonimem Andreas Thalmayr)
- Heraus mit der Sprache. Ein bisschen Deutsch für Deutsche, Österreicher, Schweizer und andere Aus- und Inländer, 2005 (pod pseudonimem Andreas Thalmayr)
- Wieczór poezji, 2006
- Józefina i ja, 2008
- Hammerstein, czyli upór, 2008
- Esterhazy, 2010
- Mauzoleum. Trzydzieści siedem ballad z historii postępu, 2020

## Opracowania
- Jörg Lau: Hans Magnus Enzensberger. Ein öffentliches Leben. Fest, Berlin 1999 ISBN 3-8286-0049-2.
- Hans Magnus Enzensberger: Einzelheiten I. Bewußtseins-Industrie. Suhrkamp, Frankfurt/Main. 1969, 5. Auflage
- Andrzej Kopacki: „Poeta w Czaso-Przestrzeni. Liryka Hansa Magnusa Enzensbergera”, Universitas, Kraków 1999